# C/2019 L1 (PANSTARRS)
C/2019 L1 (PANSTARRS) — короткоперіодична комета із сім'ї Юпітера. Абсолютна величина комети разом з комою становить 13.6m.

## Історія
Комета відкрита 12 червня 2019 року. Була 20.1m на момент відкриття. При відкритті у комети C/2019 L1 (PanSTARRS) спостерігався 10" широкий слабосвітний хвіст.